# Miłość i dyplomacja
Miłość i dyplomacja – kanadyjsko-argentyńsko-holenderski serial telewizyjny, którego akcja rozgrywa się w środowisku kanadyjskich i holenderskich dyplomatów w Argentynie. Utrzymują oni też liczne kontakty z miejscową ludnością.
W Polsce serial emitowany był przez stację TVP2 od 24 stycznia 1994 r., od poniedziałku do czwartku o 9:10 i powtarzany o godz. 17:0. W ramówce zastąpił wówczas zakończony serial Pokolenia. W 1998 r. ponownej emisji doczekał się na stacji RTL 7.

## Obsada
- Anne Curry jako Gwen Copeland
- Michelle Duquet jako Miranda de Mers
- Rene Frank jako Jan van Velsen
- Maria Socas jako Carmen
- Sofía Viruboff jako Gina Mendez
- Natalie de Haseth jako Marianne Prins
- Petra Heuveling jako Larissa Prins
- Diego Leske jako Rainer Buscheld
- Antoinette van Belle jako Odeille van Rhoonskerken
- George Dayton jako Willie Edwards
- Hugo Halbrich jako Marcelo Mendez
- John Hartnett jako Ambasador Kanady
- Raymond O'Neill jako Jean-Pierre Valmont
- Allan Royal jako Andrew Copeland
- Gabriella Sallas jako Paola Ernandez
- Joep Sertons jako Henk van Rhoonskerken
- Renske van der Zee jako Noella Prins
- Deborah Wakeham jako Audrey Blackburn
- Stephen Young jako Gus Rafferty

## Strony zewnętrzne
- Miłość i dyplomacja w bazie IMDb (ang.)